# Bundesministerium für Handel und Gewerbe, Industrie und Bauten
Das Staatsamt für Gewerbe, Industrie und Handel, dann Staatsamt für Handel und Gewerbe, Industrie und Bauten, danach Bundesministerium für Handel und Gewerbe, Industrie und Bauten (BMHGIB) war von 1918 bis 1923 das österreichische Ministerium für Handel, Gewerbe, Industrie und öffentliches Bauwesen, und vorrangig mit der Reorganisation der Wirtschaft nach dem Ersten Weltkrieg beschäftigt.

## Historische Entwicklung
Das österreichische Handelsministerium wurde 1848 im Kaisertum Österreich als Ministerium für Handel und öffentliche Arbeiten begründet und 1861–67 als Ministerium für Handel und Volkswirtschaft weitergeführt. Nach dem Ausgleich 1867 war ein Handelsministerium für den österreichischen Reichsteil Österreich-Ungarns (Cisleithanien) zuständig.
Mit der Schaffung der Republik nach dem Ersten Weltkrieg wurde das Ministerium weitergeführt. Es wurde in der Republik Deutsch-Österreich mit 30. Oktober 1918 in der Staatsregierung Renner I als Staatsamt für Gewerbe, Industrie und Handel eingerichtet. Parallel gab es ein Staatsamt für Kriegs- und Übergangswirtschaft (selber Staatssekretär), ein Staatsamt für Öffentliche Arbeiten und eines für Verkehrswesen (das als k.k. Eisenbahnministerium 1898 begründet worden war). Im Folgekabinett (Renner II) per 15. März 1919 als Staatsamt für Handel und Gewerbe, Industrie und Bauten benannt, übernahm es die öffentlichen Arbeiten. Mit der Schaffung der Republik Österreich (während der Staatsregierung Mayr I) wurde es per 10. November 1920 als Bundesministerium für Handel und Gewerbe, Industrie und Bauten bezeichnet.
Unter Seipel (II. Kabinett) wurde es 1923 unter Miteinbezug der Verkehrsangelegenheiten in das Bundesministerium für Handel und Verkehr (BMHV) übergeführt. In weiterer Folge gingen die Agenden im Wirtschaftsministerium und – nach einer Zeit als Verstaatlichtenministerium – im heutigen Infrastrukturministerium auf.
Siehe auch Tabellen in Österreichisches Wirtschaftsministerium und Österreichisches Infrastrukturministerium

## Staatssekretäre und Bundesminister
Behördenleiter waren:
- Karl Urban (CS): Staatssekretär 30. Oktober 1918 bis 15. März 1919 unter Renner (I. Kabinett)
- Johann Zerdik (CS): Staatssekretär 15. März 1919 bis 7. Juli 1920 unter Renner (II, III) – hatte vorher das Staatsamt für Öffentliche Arbeiten geleitet
- Eduard Heinl (CS): Staatssekretär 7. Juli bis 10. November 1920, dann Bundesminister bis 21. Juni 1921 unter Mayr (I, II)
- Alexander Angerer: Bundesminister 21. Juni bis 7. Oktober 1921 unter Schober und Breisky (I, bis 26. Jänner 1922, dann Übergangsregierung)
- Alfred Grünberger (CS): Bundesminister 7. Oktober 1921 bis 31. Mai 1922 unter Breisky und Schober (II, ab 27. Jänner 1921), auch betraut mit dem Bundesministerium für Volksernährung
- Emil Kraft (GDVP): Bundesminister 31. Mai 1922 bis 16. April 1923 unter Seipel (I), auch betraut mit dem Bundesministerium für Volksernährung